# Brachyopina
Sous-tribu
Les Brachyopina sont une sous-tribu d'insectes diptères de la famille des Syrphidae, de la sous-famille des Eristalinae et de la tribu des Brachyopini.

## Liste des genres
Selon BioLib (27 septembre 2024) :
- genre Brachyopa Meigen, 1822
- genre Cacoceria Hull, 1936
- genre Chromocheilosia Hull, 1950
- genre Chrysogaster Meigen, 1803
- genre Chrysosyrphus Sedman in Stone et al., 1965
- genre Cyphipelta Bigot, 1859
- genre Eulejogaster Kassebeer, 1994
- genre Hammerschmidtia Schummel, 1834
- genre Hemilampra Macquart, 1850
- genre Lejogaster Rondani, 1857
- genre Lepidomyia Loew, 1864
- genre Liochrysogaster Stackelberg, 1924
- genre Melanogaster Rondani, 1857
- genre Myolepta Newman, 1838
- genre Neoplesia Macquart, 1850
- genre Orthonevra Macquart, 1829
- genre Riponnensia Maibach, Goeldlin de Tiefenau & Speight, 1994